# Acidente do Antonov An-74 da Força Aérea do Exército de Libertação de Laos

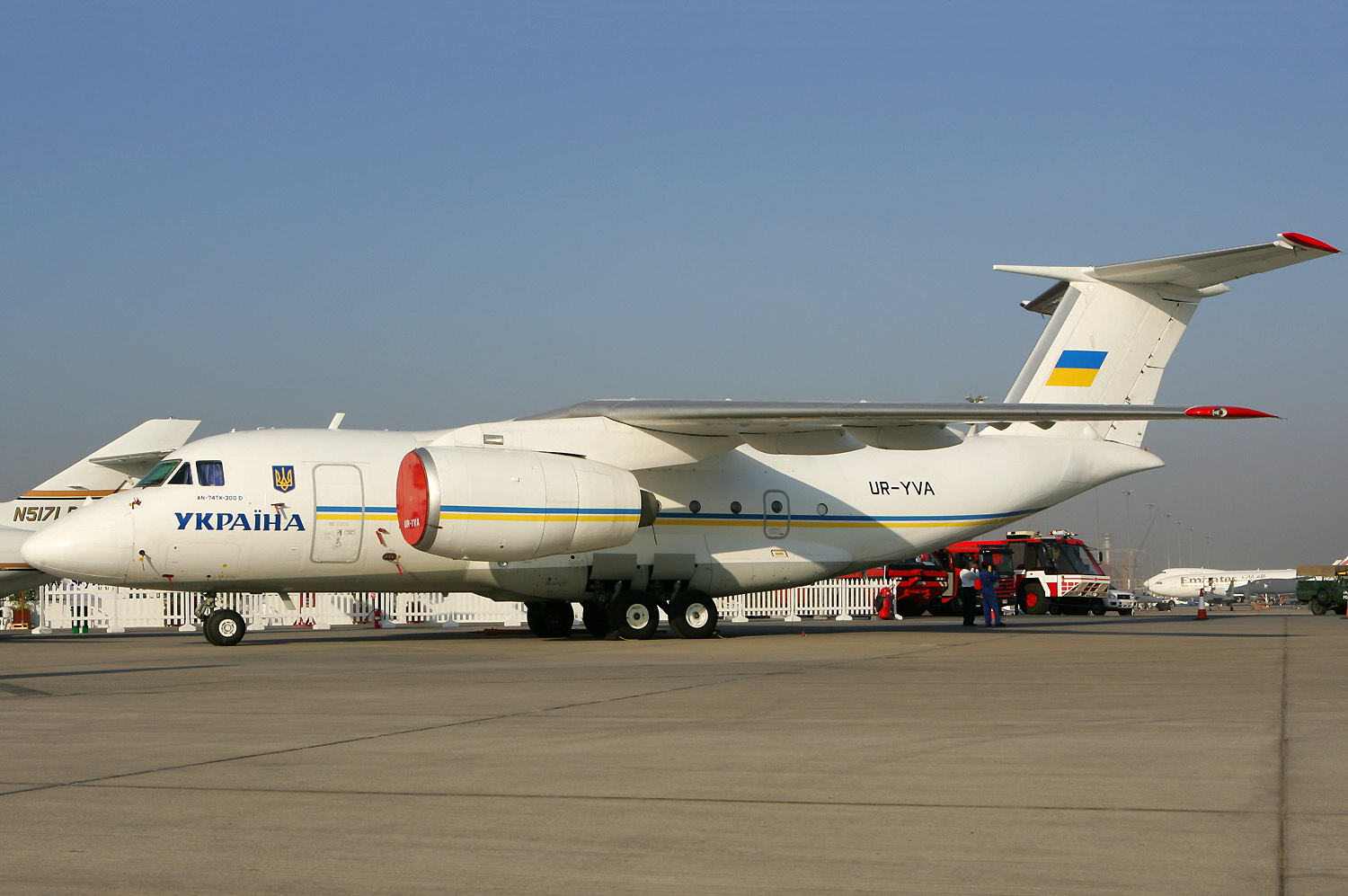
Imagem da Internet: Antonov An- 74 do Exército do Laos

O Voo Antonov An-74 do Exército do Laos foi um voo militar de passageiros que partiu no dia 17 de Maio de 2014, do Aeroporto Internacional de Vientiane, capital do Laos com destino ao Aeroporto de Xiang Kuang, norte do país e acabou caindo a poucos quilômetros do fim da viagem. No voo estavam diversos representantes de Estado do Laos que seguiam para atos militares na província de Xiang Kuang. Apenas uma pessoa sobreviveu ao acidente. 

## Passageiros
O Antonov An-74TK-300 da Força Aérea do Laos transportava 11 passageiros, entre eles várias autoridades políticas e militares do país, como o vice-primeiro-ministro do Laos, Douangchae Phichit, o ministro da Segurança Pública, Thongban Saengaphon, o prefeito de Vientiane, Soukan Mahalat, e o chefe do departamento de Propaganda do Partido Comunista de Laos, Chuang Sombounkhan,, além de 6 tripulantes da Força Aérea do Laos.

## Acidente
O avião fabricado pela empresa ucraniana Antonov, partiu da capital Vientiane pela manhã do dia 17 de maio de 2014, levando as autoridades políticas do país para a cidade de Xiang Kuang, quando se acidentou por volta das 20h e 30min local. A aeronave estava a cerca de 2 km do aeroporto, quando caiu sobre uma mata nas proximidades de Vila Nadee. 3 pessoas teriam sobrevivido ao acidente, porém duas delas vieram a falecer dias depois em hospitais do país. Até hoje não se sabe as causas do acidente que deixou 16 mortos e apenas um sobrevivente.  Autoridades do Laos abriram uma comissão para avaliar os motivos do incidente, e se haveria ligação com terrorismo.